# Strupenfossen
Strupenfossen er en del af elven Strupen beliggende i Myklebustdalen i Gloppen kommune Vestland fylke i Norge, vest for Myklebustbræen, som den får vand fra. Vandfaldet består af flere mindre fald med en total faldhøjde på 820 meter. Elven er ikke reguleret til vandkraft, men der foreligger planer om det.
Fossen regnes som en af verdens højeste.

## Eksterne kilder og henvisninger
1. ↑  Myklebustdalen Askheim, Svein. (2020, 25. januar). Store norske leksikon. Hentet 28. februar 2020
2. ↑  Strupenfossen på norgeskart.no

- World Waterfall database via web.archive.org
- Bilde